# Oliver Klemet
Oliver Klemet, né le 18 mars 2002, est un nageur allemand, spécialisé dans la nage en eau libre.

## Palmarès
Il est devenu champion du monde en 2022 du relais 4 x 1 500 m en eau libre avec Lea Boy, Leonie Beck et Florian Wellbrock à Budapest en Hongrie.
L'année suivante, il s'illustre en décrochant la médaille de bronze au 10 km en nage en eau libre lors des Championnats du monde de natation 2023 à Fukuoka au Japon.
Un an plus tard, il décroche la médaille d'argent du 10 km en nage en eau libre aux Jeux olympiques de Paris en 1 h 50 min 54 s..

### Jeux olympiques
- Jeux olympiques d'été de 2024 à Paris ( France) :
  -  Médaille d'argent du 10 km eau libre

### Championnats du monde
- Championnats du monde 2022 à Budapest ( Hongrie) :
  -  Médaille d'or du relais mixte 4 x 1 500 m en eau libre avec Lea Boy, Leonie Beck et Florian Wellbrock.

- Championnats du monde 2023 à Fukuoka ( Japon) :
  -  Médaille de bronze du 10 km en eau libre.

- Championnats du monde 2025 à Singapour ( Singapour) :
  -  Médaille d'or du relais mixte 6 km en eau libre.